# Primera División de España 1966-67
La temporada 1966/67 de la Primera División de España de fútbol fue la 36.ª edición del campeonato. Se disputó entre el 10 de septiembre de 1966 y el 23 de abril de 1967.
El Real Madrid Club de Fútbol sumó su 12º título de liga.

## Sistema de competición
La Primera División 1966/67 mantuvo el formato de temporadas anteriores. Estuvo organizada por la Real Federación Española de Fútbol.
Tomaron parte 16 equipos de toda la geografía española, encuadrados en un grupo único. Siguiendo un sistema de liga, se enfrentaron todos contra todos en dos ocasiones -una en campo propio y otra en campo contrario- durante un total de 30 jornadas. El orden de los encuentros se decidió por sorteo antes de empezar la competición.
La clasificación se estableció a razón del siguiente sistema de puntuación: dos puntos para el equipo vencedor de un partido, un punto para cada contendiente en caso de empate y cero puntos para el perdedor de un partido. 
El equipo que más puntos sumó se proclamó campeón de liga y obtuvo la clasificación para la siguiente edición de la Copa de Europa. Por su parte, el campeón de la Copa del Generalísimo obtuvo la clasificación para la Recopa de Europa de la UEFA.
Los dos últimos clasificados fueron descendidos directamente a la Segunda División de España para la siguiente temporada, siendo reemplazados por los dos campeones de grupo de dicha categoría. Por su parte, los clasificados en 13.ª y 14.ª posición se vieron obligados a disputar una promoción contra los subcampeones de cada grupo de Segunda. Dicha promoción se jugó por eliminación directa a doble partido, siendo los ganadores los que obtuvieron plaza para la siguiente temporada en Primera División.

## Equipos participantes
Esta temporada participaron 16 equipos. El Club Atlético de Madrid inauguró esta temporada el nuevo Estadio del Manzanares (denominado posteriormente Estadio Vicente Calderón).
| Equipo                           | Ciudad                   | Estadio               | Aforo  |
| -------------------------------- | ------------------------ | --------------------- | ------ |
| Club Atlético de Bilbao          | Bilbao                   | San Mamés             | 41.400 |
| Club Atlético de Madrid          | Madrid                   | Manzanares            | 70.000 |
| Club de Fútbol Barcelona         | Barcelona                | Camp Nou              | 90.138 |
| Córdoba Club de Fútbol           | Córdoba                  | El Arcángel           | 23.800 |
| Real Club Deportivo de La Coruña | La Coruña                | Riazor                | 22.182 |
| Elche Club de Fútbol             | Elche                    | Altabix               | 12.000 |
| Real Club Deportivo Español      | Barcelona                | Sarriá                | 37.618 |
| Granada Club de Fútbol           | Granada                  | Los Cármenes          | 12.700 |
| Hércules Club de Fútbol          | Alicante                 | La Viña               | 14.024 |
| Unión Deportiva Las Palmas       | Las Palmas de G. Canaria | Insular               | 20.000 |
| Pontevedra Club de Fútbol        | Pontevedra               | Pasarón               | 18.000 |
| Real Madrid Club de Fútbol       | Madrid                   | Santiago Bernabéu     | 90.123 |
| Centro de Deportes Sabadell      | Sabadell                 | Cruz Alta             | 7.580  |
| Sevilla Club de Fútbol           | Sevilla                  | Ramón Sánchez Pizjuán | 46.325 |
| Valencia Club de Fútbol          | Valencia                 | Mestalla              | 53.436 |
| Real Zaragoza Club Deportivo     | Zaragoza                 | La Romareda           | 32.416 |

Fuente: Anuario de la RFEF

## Clasificación
| Pos. | Equipo                        | Pts. | PJ | G  | E  | P  | GF | GC | Dif. | Clasificación                                |
| ---- | ----------------------------- | ---- | -- | -- | -- | -- | -- | -- | ---- | -------------------------------------------- |
| 1    | Real Madrid C. F. (C)         | 47   | 30 | 19 | 9  | 2  | 58 | 22 | +36  | Clasifica a la Copa de Europa                |
| 2    | C. F. Barcelona               | 42   | 30 | 20 | 2  | 8  | 58 | 29 | +29  | Clasifica a la Copa de Ferias                |
| 3    | R. C. D. Español              | 37   | 30 | 15 | 7  | 8  | 50 | 40 | +10  |                                              |
| 4    | Atlético de Madrid            | 35   | 30 | 14 | 7  | 9  | 57 | 30 | +27  | Clasifica a la Copa de Ferias                |
| 5    | Real Zaragoza                 | 34   | 30 | 14 | 6  | 10 | 51 | 50 | +1   | Clasifica a la Copa de Ferias                |
| 6    | Valencia C. F.                | 32   | 30 | 14 | 4  | 12 | 58 | 37 | +21  | Clasifica a la Recopa de Europa              |
| 7    | Atlético de Bilbao            | 31   | 30 | 11 | 9  | 10 | 43 | 36 | +7   | Clasifica a la Copa de Ferias                |
| 8    | C. D. Sabadell C. F.          | 30   | 30 | 11 | 8  | 11 | 35 | 38 | −3   |                                              |
| 9    | Elche C. F.                   | 27   | 30 | 9  | 9  | 12 | 41 | 50 | −9   |                                              |
| 10   | Pontevedra C. F.              | 27   | 30 | 9  | 9  | 12 | 28 | 32 | −4   |                                              |
| 11   | U. D. Las Palmas              | 26   | 30 | 8  | 10 | 12 | 32 | 38 | −6   |                                              |
| 12   | Córdoba C. F.                 | 26   | 30 | 9  | 8  | 13 | 28 | 44 | −16  |                                              |
| 13   | Sevilla C. F.                 | 25   | 30 | 9  | 7  | 14 | 28 | 47 | −19  | Promoción de permanencia en Primera División |
| 14   | Granada C. F. (D)             | 23   | 30 | 8  | 7  | 15 | 32 | 46 | −14  | Promoción de permanencia en Primera División |
| 15   | Hércules C. F. (D)            | 20   | 30 | 6  | 8  | 16 | 32 | 60 | −28  | Descenso a Segunda División                  |
| 16   | R. C. Deportivo La Coruña (D) | 18   | 30 | 7  | 4  | 19 | 25 | 57 | −32  | Descenso a Segunda División                  |

 Fuente: BDFutbol
Criterios de clasificación: Puntos · Diferencia de goles · Goles a favor · Play-off

### Evolución de la clasificación
| Equipo / Jornada       | 1  | 2  | 3  | 4  | 5  | 6  | 7  | 8  | 9  | 10 | 11 | 12 | 13 | 14 | 15 | 16 | 17 | 18 | 19 | 20 | 21 | 22 | 23 | 24 | 25 | 26 | 27 | 28 | 29 | 30 |
| Equipo / Jornada       |    |    |    |    |    |    |    |    |    |    |    |    |    |    |    |    |    |    |    |    |    |    |    |    |    |    |    |    |    |    |
| ---------------------- | -- | -- | -- | -- | -- | -- | -- | -- | -- | -- | -- | -- | -- | -- | -- | -- | -- | -- | -- | -- | -- | -- | -- | -- | -- | -- | -- | -- | -- | -- |
| Real Madrid            | 1  | 1  | 3  | 3  | 2  | 2  | 2  | 1  | 2  | 1  | 1  | 1  | 1  | 1  | 1  | 1  | 1  | 1  | 1  | 1  | 1  | 1  | 1  | 1  | 1  | 1  | 1  | 1  | 1  | 1  |
| CF Barcelona           | 2  | 2  | 1  | 2  | 4  | 6  | 5  | 4  | 3  | 4  | 4  | 4  | 4  | 2  | 4  | 4  | 4  | 4  | 4  | 3  | 2  | 2  | 2  | 2  | 2  | 2  | 2  | 2  | 2  | 2  |
| RCD Español            | 14 | 7  | 7  | 5  | 3  | 3  | 3  | 3  | 4  | 3  | 3  | 2  | 3  | 3  | 2  | 2  | 3  | 3  | 2  | 2  | 3  | 3  | 3  | 3  | 4  | 3  | 3  | 3  | 3  | 3  |
| Atlético de Madrid     | 12 | 15 | 12 | 12 | 14 | 12 | 6  | 8  | 7  | 8  | 8  | 7  | 5  | 7  | 6  | 5  | 6  | 6  | 5  | 4  | 5  | 5  | 4  | 4  | 3  | 4  | 4  | 4  | 4  | 4  |
| Real Zaragoza          | 3  | 9  | 5  | 4  | 5  | 4  | 4  | 5  | 6  | 5  | 5  | 5  | 6  | 5  | 5  | 6  | 5  | 5  | 6  | 6  | 6  | 6  | 6  | 6  | 6  | 6  | 6  | 5  | 6  | 5  |
| Valencia CF            | 5  | 3  | 2  | 1  | 1  | 1  | 1  | 2  | 1  | 2  | 2  | 3  | 2  | 4  | 3  | 3  | 2  | 2  | 3  | 5  | 4  | 4  | 5  | 5  | 5  | 5  | 5  | 6  | 5  | 6  |
| Atlético de Bilbao     | 4  | 8  | 4  | 7  | 8  | 9  | 10 | 10 | 9  | 7  | 7  | 6  | 7  | 6  | 7  | 9  | 9  | 10 | 8  | 8  | 8  | 8  | 8  | 8  | 8  | 7  | 8  | 7  | 8  | 7  |
| CD Sabadell            | 9  | 5  | 9  | 6  | 9  | 5  | 8  | 11 | 10 | 9  | 9  | 13 | 11 | 13 | 11 | 10 | 8  | 8  | 7  | 7  | 7  | 7  | 7  | 7  | 7  | 8  | 7  | 8  | 7  | 8  |
| Elche CF               | 15 | 6  | 11 | 9  | 6  | 7  | 7  | 6  | 5  | 6  | 6  | 8  | 8  | 9  | 8  | 7  | 7  | 7  | 9  | 9  | 12 | 12 | 12 | 11 | 9  | 9  | 9  | 9  | 9  | 9  |
| Pontevedra CF          | 11 | 12 | 15 | 14 | 12 | 8  | 11 | 7  | 11 | 10 | 11 | 12 | 10 | 10 | 10 | 8  | 11 | 9  | 10 | 11 | 9  | 9  | 10 | 9  | 11 | 10 | 11 | 11 | 10 | 10 |
| UD Las Palmas          | 7  | 11 | 14 | 10 | 15 | 15 | 15 | 14 | 14 | 12 | 13 | 9  | 12 | 12 | 12 | 11 | 10 | 12 | 12 | 13 | 11 | 11 | 11 | 12 | 13 | 14 | 13 | 13 | 12 | 11 |
| Córdoba CF             | 16 | 10 | 13 | 15 | 13 | 14 | 14 | 15 | 13 | 15 | 10 | 14 | 14 | 14 | 13 | 12 | 12 | 11 | 11 | 12 | 10 | 10 | 9  | 10 | 10 | 11 | 10 | 10 | 11 | 12 |
| Sevilla CF             | 8  | 13 | 8  | 11 | 7  | 11 | 12 | 13 | 15 | 13 | 15 | 10 | 13 | 11 | 14 | 14 | 14 | 13 | 13 | 10 | 13 | 13 | 13 | 13 | 12 | 12 | 12 | 12 | 13 | 13 |
| Granada CF             | 6  | 4  | 6  | 8  | 11 | 10 | 13 | 9  | 12 | 14 | 14 | 11 | 9  | 8  | 9  | 13 | 13 | 14 | 14 | 14 | 14 | 14 | 14 | 14 | 14 | 13 | 14 | 14 | 14 | 14 |
| Hércules CF            | 10 | 14 | 10 | 13 | 10 | 13 | 9  | 12 | 8  | 11 | 12 | 15 | 15 | 15 | 15 | 15 | 16 | 16 | 16 | 16 | 16 | 16 | 16 | 16 | 16 | 15 | 16 | 15 | 15 | 15 |
| Deportivo de La Coruña | 13 | 16 | 16 | 16 | 16 | 16 | 16 | 16 | 16 | 16 | 16 | 16 | 16 | 16 | 16 | 16 | 15 | 15 | 15 | 15 | 15 | 15 | 15 | 15 | 15 | 16 | 15 | 16 | 16 | 16 |

### Promoción de permanencia
- Disputado a doble partido:

| Equipo 1   | Global | Equipo 2          | Ida | Vuelta | Desempate |
| ---------- | ------ | ----------------- | --- | ------ | --------- |
| Sevilla FC | 2-0    | Sporting de Gijón | 1-0 | 1-0    | -         |
| Equipo 1   | Global | Equipo 2          | Ida | Vuelta | Desempate |
| Betis      | 3-0    | Granada CF        | 2-0 | 1-0    | -         |

## Resultados
| Local \ Visitante         | ATH | ATM | BAR | COR | DEP | ELC | ESP | GRA | HER | LAS | PON | RMA | SAB | SEV | VAL | ZAR |
| ------------------------- | --- | --- | --- | --- | --- | --- | --- | --- | --- | --- | --- | --- | --- | --- | --- | --- |
| Atlético de Bilbao        | —   | 1–0 | 0–0 | 3–0 | 4–0 | 2–1 | 1–3 | 2–1 | 0–0 | 3–0 | 2–1 | 0–0 | 1–1 | 6–0 | 2–1 | 2–3 |
| Atlético de Madrid        | 3–1 | —   | 0–1 | 2–0 | 4–0 | 5–2 | 5–1 | 2–0 | 7–2 | 2–1 | 3–1 | 2–2 | 3–0 | 3–0 | 1–1 | 0–0 |
| C. F. Barcelona           | 3–1 | 3–2 | —   | 4–1 | 5–0 | 3–0 | 3–1 | 3–0 | 4–1 | 2–1 | 0–1 | 2–1 | 2–0 | 5–0 | 2–1 | 2–1 |
| Córdoba C. F.             | 2–0 | 1–0 | 2–1 | —   | 1–0 | 0–0 | 2–0 | 2–2 | 1–1 | 0–0 | 1–0 | 0–1 | 3–2 | 3–0 | 2–1 | 1–1 |
| R. C. Deportivo La Coruña | 1–0 | 0–1 | 0–3 | 2–0 | —   | 1–1 | 1–1 | 2–1 | 1–0 | 1–1 | 1–2 | 2–3 | 0–1 | 1–1 | 0–1 | 4–1 |
| Elche C. F.               | 1–1 | 2–1 | 4–3 | 0–0 | 1–3 | —   | 1–1 | 0–1 | 4–0 | 2–1 | 3–1 | 1–1 | 3–2 | 3–0 | 0–0 | 5–1 |
| R. C. D. Español          | 2–1 | 1–0 | 2–0 | 2–1 | 3–2 | 3–0 | —   | 1–0 | 4–1 | 1–1 | 2–2 | 2–3 | 4–1 | 3–1 | 2–1 | 2–1 |
| Granada C. F.             | 1–1 | 2–1 | 1–2 | 1–1 | 1–0 | 2–1 | 0–3 | —   | 2–1 | 0–1 | 1–1 | 1–1 | 2–0 | 0–0 | 3–2 | 6–2 |
| Hércules C. F.            | 1–2 | 2–4 | 1–1 | 1–1 | 0–1 | 1–3 | 3–3 | 2–1 | —   | 2–1 | 1–0 | 0–2 | 0–0 | 2–1 | 4–1 | 1–1 |
| U. D. Las Palmas          | 2–4 | 1–0 | 2–0 | 2–1 | 2–0 | 3–0 | 0–0 | 1–1 | 0–1 | —   | 0–0 | 1–1 | 1–0 | 1–2 | 0–0 | 2–3 |
| Pontevedra C. F.          | 1–1 | 0–0 | 0–1 | 2–1 | 1–0 | 1–1 | 3–0 | 1–0 | 2–1 | 2–3 | —   | 0–1 | 0–0 | 3–0 | 3–0 | 0–0 |
| Real Madrid C. F.         | 4–0 | 2–1 | 1–0 | 3–0 | 2–0 | 4–1 | 1–1 | 2–0 | 2–1 | 1–1 | 2–0 | —   | 5–0 | 3–0 | 4–2 | 3–1 |
| C. D. Sabadell            | 1–0 | 0–0 | 2–0 | 3–0 | 3–0 | 0–0 | 0–1 | 1–0 | 5–2 | 1–1 | 3–0 | 1–1 | —   | 1–0 | 3–0 | 3–2 |
| Sevilla C. F.             | 1–1 | 1–1 | 0–2 | 4–0 | 3–0 | 3–1 | 1–0 | 3–1 | 0–0 | 2–0 | 0–0 | 0–1 | 0–0 | —   | 1–0 | 3–1 |
| Valencia C. F.            | 1–0 | 0–2 | 3–0 | 3–1 | 5–1 | 5–0 | 2–1 | 3–0 | 4–0 | 2–1 | 3–0 | 0–0 | 6–1 | 3–0 | —   | 6–0 |
| Real Zaragoza C. D.       | 1–1 | 2–2 | 0–1 | 3–0 | 5–1 | 1–0 | 2–0 | 4–1 | 2–0 | 4–1 | 1–0 | 2–1 | 1–0 | 2–1 | 3–1 | —   |

## Máximos goleadores (Trofeo Pichichi)
Waldo logró el Trofeo Pichichi al máximo goleador del campeonato.
| Pos. | Jugador             | Equipo             | Goles |
| ---- | ------------------- | ------------------ | ----- |
| 1º   | Waldo Machado       | Valencia CF        | 24    |
| 2º   | Eleuterio Santos    | Real Zaragoza      | 15    |
| 3º   | Marcelino Martínez  | Real Zaragoza      | 13    |
| 4º   | José María García   | RCD Español        | 12    |
| 5º   | Luis Aragonés       | Atlético de Madrid | 11    |
|      | Paco Gento          | Real Madrid        | 11    |
| 7º   | José Juan Gutiérrez | UD Las Palmas      | 10    |